# مغنولية أنيقة
ماغنوليا أنيقة  (الاسم العلمي:Magnolia elegans) هي نوع من النباتات تتبع جنس الماغنوليا من الفصيلة الماغنولية.